# Gaizu
Gaizu är en socken i Kina. Den ligger i provinsen Sichuan, i den sydvästra delen av landet, omkring 450 kilometer sydväst om provinshuvudstaden Chengdu. Antalet invånare är 4 505. Befolkningen består av 2 205 kvinnor och 2 300 män. Barn under 15 år utgör 31 %, vuxna 15-64 år 61 %, och äldre över 65 år 6,0 %.
Genomsnittlig årsnederbörd är 1 207 millimeter. Den regnigaste månaden är juli, med i genomsnitt 346 mm nederbörd, och den torraste är januari, med 1 mm nederbörd.